# Louis François Étienne Bergeret
Pour les articles homonymes, voir Bergeret.
Louis François Étienne Bergeret dit aussi Bergeret d’Arbois, né en 1814 à Montigny-lès-Arsures et mort en 1893 à Besançon, est un médecin français, ami de Louis Pasteur, et l'un des premiers à utiliser l'entomologie dans le cadre d'une enquête criminelle.

## Biographie
Louis Bergeret fait ses études de médecine à Strasbourg et à Paris ; il soutient sa thèse de doctorat en 1838. Il s'installe comme médecin dans sa région natale, à Arbois : il ouvre un cabinet 49, Grande Rue, puis sera nommé en 1850 médecin-chef de l'hôpital. Il est le médecin de la famille Pasteur qui s'est installée à Arbois en 1830, et fait partie du cercle bonapartiste qui se réunit autour de Jean-Joseph Pasteur, ; il correspondra avec Louis Pasteur.
Il est élu conseiller général du département du Jura en 1848 et en 1852 ; conseiller municipal d'Arbois dès avant 1848, il est premier adjoint du maire de 1848 à 1850.
Il est membre de sociétés savantes comtoises, la Société d'émulation du Jura de 1863 à 1878, la Société de médecine de Besançon, et associé correspondant à partir de 1856 de l'Académie des sciences, belles-lettres et arts de Besançon.
En 1850, Bergeret effectue l'autopsie du corps momifié d'un nouveau-né découvert par un maçon dans le manteau d'une cheminée d'une maison à Arbois. Il observe et analyse les différents cadavres d'insectes présents sur le corps : pupes, larves de mouche (Sarcophaga carnaria) et de mites, ainsi que les chenilles de mites encore vivantes à l'intérieur du corps, dans l'épaisseur des muscles ; en se basant sur leurs cycles de vie, il aboutit à la conclusion que l'enfant était mort deux ans auparavant. La police peut ainsi, parmi les quatre locataires qui s'étaient succédé dans cette chambre de 1848 à 1850, arrêter une jeune femme, vraisemblablement la mère de l'enfant (elle sera acquittée lors du procès, le tribunal ayant retenu la mort naturelle). Bergeret publie ses analyses en 1855 dans les Annales d’hygiène publique et de médecine légale sous le titre « Infanticide, Momification naturelle du cadavre ». Bergeret est considéré de ce fait comme l'un des premiers entomologistes en matière médico-légale,, même si ses conclusions n'étaient pas exactes.
Bergeret publiera plusieurs articles dans les Annales d’hygiène publique et de médecine légale ; en 1863, il relate plusieurs cas où son expertise de médecin a été utile pour aider policiers et magistrats dans des enquêtes criminelles, en indiquant en introduction :« (...) quand il s'agit de la vie des individus, de leur liberté, de l'honneur et du repos des familles, on ne saurait trop mettre en lumière toutes les circonstances capables de dénaturer les faits soumis à la justice, et l'égarer dans une voie qui pourrait la conduire, soit à voir échapper de ses mains un criminel (...) soit, ce qui serait beaucoup plus grave, à persécuter injustement une innocente victime. ».
Bergeret a publié plusieurs autres articles et ouvrages de médecine. Son livre Des fraudes dans l'accomplissement des fonctions génératrices publié en 1868, sera régulièrement réédité en France jusqu'en 1904 et traduit en anglais et publié à New York en 1870 par P. de Marmon sous le titre The Preventive Obstacle or Conjugal Onanism : Bergeret y condamne l'activité sexuelle qui n’est pas tournée vers la procréation, responsable selon lui de problèmes physiques et de maladies, qu'il dit avoir dû traiter dans son cabinet, mais aussi de dégénérescence morale ; non seulement ce « guide des étreintes conjugales [est] intéressant concernant le discours médical sur la sexualité au XIXe siècle » , mais il est purement et simplement aussi intéressant sur les pratiques sexuelles au XIXe siècle, notamment chez les couples formés ou mariés, domaine dans lequel les sources fiables sont si rares. Bergeret réfute tous les arguments favorables au contrôle des naissances quelle que soit la méthode ou les moyens.

## Publications
- « Infanticide, Momification naturelle du cadavre », Annales d’hygiène publique et de médecine légale, no 4,‎ 1855 (lire en ligne).
- Maladies de l'enfance, erreurs générales sur leurs causes et sur leur traitement, instructions élémentaires, règles hygiéniques, Paris, J.-B. Baillière et fils, 1855, 323 p..
- « Le goître dans le Jura », Mémoires de la Société d'émulation du Jura,‎ 1863, p. 97-123 (lire en ligne).
- « Cas nombreux d'aliénation mentale d'une forme particulière, ayant pour cause la perturbation politique et sociale de février 1848 », Annales d’hygiène publique et de médecine légale, no 20,‎ 1863, p. 140-167 (lire en ligne) [15].
- « Quelques causes d'erreurs dans les recherches médico-légales », Annales d’hygiène publique et de médecine légale, no 19,‎ 1863, p. 389-411 (lire en ligne).
- « La prostitution et les maladies vénériennes dans les petites localités », Annales d’hygiène publique et de médecine légale, no 25,‎ 1866, p. 342-359 (lire en ligne)
- La fièvre intermittente dans le Jura, Lons-le-Saunier, Frédéric Gauthier, 1866, 12 p. (lire en ligne).
- « La Phtisie pulmonaire dans les petites localités », Annales d’hygiène publique et de médecine légale, no 28,‎ 1867, p. 312-331 (lire en ligne).
- Des fraudes dans l'accomplissement des fonctions génératrices, dangers et inconvénients pour les individus, la famille et la société, Paris, J.-B. Baillière et fils, 1868 ; traduction en anglais : The Preventive obstacle, or, Conjugal onanism, New York, Turner & Mignard, 1870 (lire en ligne).
- De l'Abus des boissons alcooliques, dangers et inconvénients pour les individus, la famille et la société, moyens de modérer les ravages de l'ivrognerie, Paris, J.-B. Baillière et fils, 1870, 380 p. (lire en ligne).
- « Étude sur la rage ou hydrophobie rabique », Bulletin de la Société de médecine de Besançon,‎ 1873.
- Le peintre Édouard Baille : étude psychologique et médicale, Besançon, Jacquin, 1891, 19 p..